# Nellie Melba

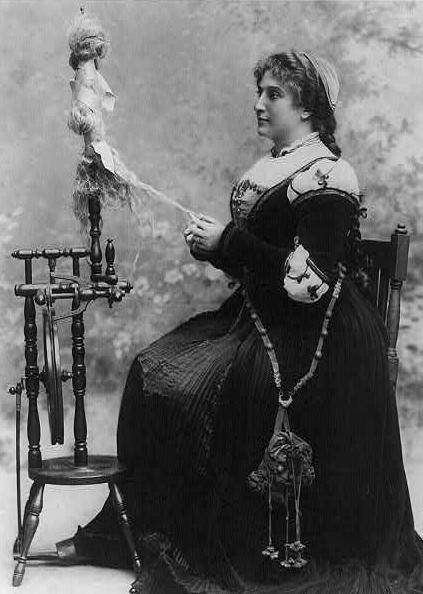
Margit szerepében Gounod: Faust c. operájában, 1896 körül)

Dame Nellie Melba (Richmond, Melbourne, 1861. május 19. – Sydney, 1931. február 23.), született Helen Porter Mitchell, ausztrál szoprán opera-énekesnő. A Brit Birodalom Rendje nagykeresztjének (GBE) birtokosa.

## Pályakép
Hatéves korától énekelt a Publik Hall énekkarában, amellett zongorázni és orgonálni tanult. Apja cukorgyárában ismerkedett meg azzal az emberrel, aki a férje lett, de a dicsőségre vágyó fiatalasszony 1884-ben elhagyta otthonát. Első sikereit Sydneyben aratta, rá egy évre már Londonban lépett fel. 1887-ben Brüsszelben mutatkozott be Verdi Rigolettójában.
Hamarosan világhírű lett és a legjelentősebb operaszínpadokon lépett fel. A Covent Gardenben egyedül neki volt állandó öltözője. Kora leghíresebb művésze volt.
Ő és Dame May Whitty volt az első szórakoztató művész, aki a Brit Birodalom Rendjének lovagja lett (Dame Commander of the British Empire) az első világháborúban teljesített jótékony munkájáért. 1927-ben megkapta a legmagasabb fokozatot is (Dame Grand Cross of the British Empire).
Melba volt az első ausztrál, aki megjelent a Time magazin címlapján 1927 áprilisában.

## „Búcsúk”
1926-ban tért vissza Ausztráliába. Ausztráliában jól emlékeznek a látszólag véget nem érő búcsúturnéira. Végső fellépése egy egyszerű matiné volt Adelaide-ben.
Sorozatos visszatéréseiből ered a „do a Melba” ausztrál kifejezés, ami a nyugdíjazásból való visszatérést, illetve sok búcsúfellépés tartását jelenti. Az erről elnevezett desszertet egy híres francia séf készítette.

## Fordítás
- Ez a szócikk részben vagy egészben  a   Nellie Melba című angol Wikipédia-szócikk ezen változatának fordításán alapul.  Az eredeti cikk szerkesztőit annak laptörténete sorolja fel. Ez a jelzés csupán a megfogalmazás eredetét és a szerzői jogokat jelzi, nem szolgál a cikkben szereplő információk forrásmegjelöléseként.